# Zoltán Huszárik
Zoltán Huszárik, nato József Huszárik (Domony, 14 maggio 1931 – Budapest, 15 ottobre 1981), è stato un regista e sceneggiatore ungherese.

## Filmografia

### Regista
- Játék (1959)
- Groteszk
- Elégia (1965)
- Capriccio (1969)
- Amerigo Tot (1969)
- Tisztelet az öregasszonyoknak (1971)
- Sindbad (Szindbád) (1971)
- Csontváry (1980)

### Assistente regista
- Sodrásban, regia di István Gaál (1964)

### Sceneggiatore
- Capriccio, regia di Zoltán Huszárik (1969)
- Csontváry, regia di Zoltán Huszárik (1980)

### Attore
- Zöldár, regia di István Gaál (1965)
- Holnap lesz fácán, regia di Sándor Sára (1974)
- Racconti di Budapest (Budapesti mesék), regia di István Szabó (1977)
- Ékezet, regia di Ferenc Kardos (1977)